# Боєва Тетяна Іванівна
Тетяна Іванівна Боєва (9 червня 1951, Одеса — 7 травня 2012, Одеса) — українська джазова співачка, солістка оркестру Олега Лундстрема на початку 70х.
Тетяна Іванівна ніколи не вчилася співу, не знала нот, свій природний талант розвинула сама, слухаючи і наслідуючи легенд американського джазу. За своє життя Тетяна Боєва виховала кілька поколінь джазових вокалістів, а також виконавців популярної музики.

## Життєпис
З 1968 до 1970 рр. Тетяна виступає з ресторанними ансамблями та оркестрами.
У 1970—1971 роках Тетяна Боєва — солістка оркестру Олега Лундстрема.
1972 — солістка Московського Мюзик-холу.
1978 — Тетяна бере участь в донецькому джазовому фестивалі
1981 — лауреат конкурсу пісень країн соцсодружества у складі групи «Скіфи» в Ялті.
1992 — зйомки в художньо-документальному фільмі «Summertime» (режисер С.Стасенко, Одеська кіностудія).
1996 — Тетяна Іванівна бере участь в міжнародному джазовому фестивалі «Jazz-voice» в Москві.
1997 — виступ на фестивалі «Джаз над Єнісеєм» в Красноярську. Пізніше в цьому році Тетяна бере участь в записі ювілейного диску групи «Квартал» в Москві, виконавши пісню Артура Пилявина «Only to leave you». Далі — виступ на джазовому фестивалі «Нової музики» в Архангельську. У цьому ж році відбувся театральний бенефіс Тетяни Іванівни у виставі «Жінка. Пори року».
1998 — участь у міжнародному «Фестивалі однієї пісні» в м. Пярну в Естонії — «Summertime». У цьому ж році Тетяна Боєва виступає на джазовому фестивалі «Дюкамерон-98» в Одесі.
1999 — співачка бере участь у «Днях культури України у Франції». У цьому ж році виступає з концертами на X міжнародний фестиваль «Jazz — Kaar» в Таллінні. На міжнародному «Фестивалі однієї пісні» в р. Пярну, Естонія, Тетяна Боєва нагороджена особистою премією Пола Маккартні за найкраще виконання пісні «Yesterday».
2001 — I міжнародний Джаз-Карнавал в Одесі. У цьому ж році Тетяна Іванівна стала переможницею в номінації «Співачка року» за опитуванням читачів газет «Аргументи і факти», «Комсомольська правда», «Теленеділя».
2002 — виступ на II міжнародному Джаз-Карнавал в Одесі.
2003 — Тетяна виступає на сценах III міжнародного Джаз-Карнавалу в Одесі та I міжнародного джаз-фестивалю в Коктебелі.
2004 — виступ на IV міжнародному Джаз-Карнавал в Одесі. У цьому ж році в Одеській обласній філармонії відбувся концерт Тетяни Боєвої з Анатолієм Кроллом і Юрієм Кузнецовим.
2005 — Тетяна Боєва — член журі міжнародного фестивалю пісні «Обличчя друзів», р. Кагул, Молдова.
У 2007 році Тетяна Іванівна виконала пісню «Я хочу бути з тобою» для саундтрека до фільму Зази Буадзе «Гроші для доньки» (виробництво «Стар Медіа» і Production.UA).
9 червня 2011 року в Одеській філармонії відбувся ювілейний концерт, присвячений 60-річчя співачки.
7 травня 2012 в 6 ранку у віці 60 років Тетяна Боєва померла від раку підшлункової залози.
За кілька днів до смерті співачки в Міністерство культури були направлені документи про присвоєння їй звання «заслуженої артистки України».
Похована на Таїровському кладовищі Одеси.

## Цитати
Олексій Коган, журналіст, ведучий передач радіо «Ера»: "Боєва для мене — це втілення джазового співу у нас в країні. Крім того — це людина досі не визнана і не зрозуміла до кінця і не оцінена … Тому мені завжди за неї було прикро, адже мова йде про співачку, яка дуже багатьох інших може навчити і багато всього їм корисного розповісти.
…
|  | Мені її спів нагадує негритянську культуру. До слова, якщо Лариса Долина вважає Тетяну своєю вчителькою, тобто те, що вміла колись Лариса, (зараз, по-моєму, вже не вміє), ось ця „чорнота“ в голосі, це все виходило від Боєвої. Як кажуть: біла людина — співає з голови, кольорова людина співає з серця, а чорна з живота. Боєва дістає свій голос саме з живота. Як чорні кажуть — звідти все і починається … І тому, її голос завжди переконує.» |

Євгенія Стрижевська, автор радіопередач «Джазове Місто», «Джаз-Пік»:
|  | «Тетяну Боєву називають „найяснішою“, „найкращою з найкращих“, „співачкою року (і не одного)“, „найкращою виконавицею … всього, за що б вона не бралася“, „чорним голосом з білою душею“ … Але далеко не кожен може зрозуміти цю „білу душу“, а розібравшись — не користуватися нею в корисливих цілях. Боєвою захоплюються голосно і приховано тихо …» |

Під час уроків, коли учень раптом починав помилятися, Тетяна Іванівна часто говорила:
|  | «Ти не співай, краще ходи …» |

|  | «Співати треба так, щоб кожна нота відповідала за базар». |

|  | «Шара — це дуже погано!» |